# نارنگی
نارنگی (نام علمی: Citrus tangerina) (در فارسی افغانستان: کینو) میوه ای از تیره مرکبات است. نارنگی نسبت به پرتقال کوچک‌تر است، و مزهٔ ترش و شیرین‌تری دارد.
در پزشکی سنتی ایرانی طبع این میوه را سرد و تر می‌دانند و برای آن خواصی چون «مفرح قلب، رافع خفقان، صفرابُر و فرونشاننده لهیب معده و کبد» نام می‌برند.
این میوه دارای مقدار زیادی منیزیم است و از این طریق در فعالیت ماهیچه‌ها، دستگاه گوارش و دستگاه عصبی مؤثر است.
یکی از قدیمی‌ترین انواع نارنگی موسوم به Dancy Tangerine در اواخر قرن نوزدهم در فلوریدای آمریکا کشت می‌شده‌است. امروزه نارنگی در کشورهای تولیدکنندهٔ مرکبات مانند چین، اسپانیا، برزیل، ژاپن و ایران تولید می‌شود.
نارنگی میوه پاییز و زمستان و دارای ویتامین‌های A, B1، B2، C پروتئین، چربی، قند، است که در افزایش قدرت سیستم ایمنی بدن بسیار موثر و مفید است.

## ارزش غذایی
| ویتامین آ           | ۴۲۰ آی. یو   |
| کربوهیدرات          | ۳۴/۱۳ گرم    |
| فیبر رژیمی          | ۸/۱ گرم      |
| پروتئین             | ۸۱/۰ گرم     |
| تیامین (ویتامین B1) | 0/6 میلی‌گرم  |
| نیاسین (ویتامین B3) | 0/37 میلی‌گرم |
| ویتامین B6          | 0/08 میلی‌گرم |
| ویتامین C           | 27 میلی‌گرم   |
| کلسیم               | ۳۷ میلی‌گرم   |
| آهن                 | ۱۵/۰ میلی‌گرم |
| منیزیم              | ۱۲ میلی‌گرم   |
| فسفر                | ۲۰ میلی‌گرم   |
| پتاسیم              | ۱۶۶ میلی‌گرم  |
| سدیم                | ۲ میلی‌گرم    |
| ------------------- | ------------ |
| روی                 | ۰۷/۰ میلی‌گرم |
| چربی                | ۳/۰ گرم      |
| کالری               | ۴۴ کیلوکالری |

## میزان تولید

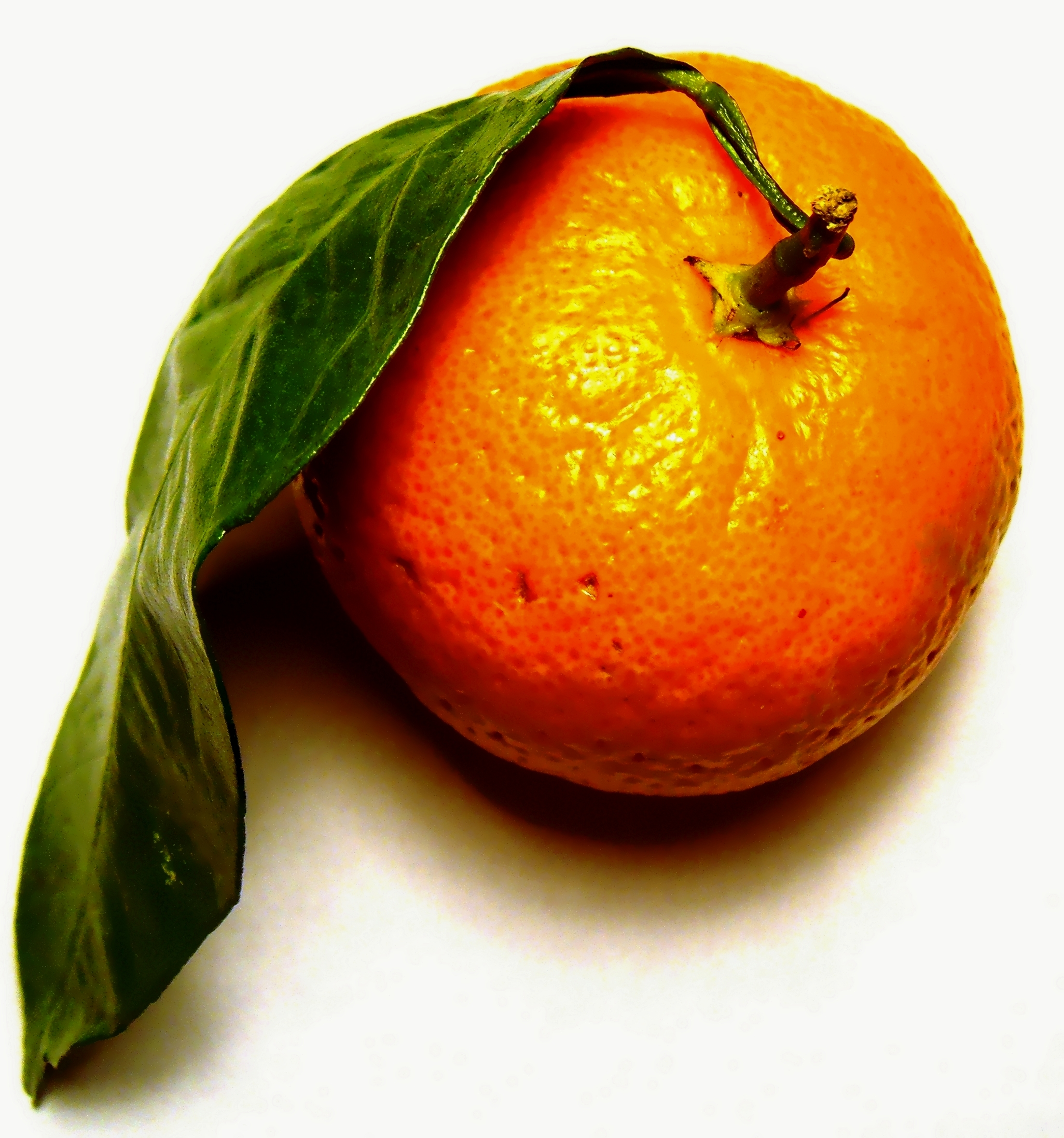
نارنگی

کشور چین به تنهایی ۵۵٪ از محصول نارنگی جهان را تولید می‌کند
| نارنگی، ماندرین، نارنگی یافا ۱۵ تولیدکنندهٔ اول در سال ۲۰۱۸ بر حسب تن | نارنگی، ماندرین، نارنگی یافا ۱۵ تولیدکنندهٔ اول در سال ۲۰۱۸ بر حسب تن | نارنگی، ماندرین، نارنگی یافا ۱۵ تولیدکنندهٔ اول در سال ۲۰۱۸ بر حسب تن |
| -------------------------------------------------------------------- | -------------------------------------------------------------------- | -------------------------------------------------------------------- |
| ۱                                                                    | چین                                                                  | ۱۹٬۰۳۵٬۰۰۰                                                           |
| ۲                                                                    | اسپانیا                                                              | ۱٬۹۷۸٬۰۰۰                                                            |
| ۳                                                                    | ترکیه                                                                | ۱٬۶۵۰٬۰۰۰                                                            |
| ۴                                                                    | مراکش                                                                | ۱٬۲۰۸٬۰۰۰                                                            |
| ۵                                                                    | مصر                                                                  | ۱٬۰۶۸٬۰۰۰                                                            |
| ۶                                                                    | برزیل                                                                | ۹۹۶٬۰۰۰                                                              |
| ۷                                                                    | ایالات متحده آمریکا                                                  | ۸۰۴٬۰۰۰                                                              |
| ۸                                                                    | ژاپن                                                                 | ۷۷۳٬۰۰۰                                                              |
| ۹                                                                    | ایتالیا                                                              | ۷۰۰٬۰۰۰                                                              |
| ۱۰                                                                   | کره جنوبی                                                            | ۶۴۶٬۰۰۰                                                              |
| ۱۱                                                                   | پاکستان                                                              | ۵۹۳٬۰۰۰                                                              |
| ۱۲                                                                   | مکزیک                                                                | ۵۰۷٬۰۰۰                                                              |
| ۱۳                                                                   | پرو                                                                  | ۴۸۱٬۰۰۰                                                              |
| ۱۴                                                                   | ایران                                                                | ۴۶۵٬۰۰۰                                                              |
| ۱۵                                                                   | آرژانتین                                                             | ۴۳۱٬۰۰۰                                                              |
| تولید جهانی                                                          | تولید جهانی                                                          | ۳۴٬۳۹۳٬۰۰۰                                                           |